# Organisatie van Turkse Staten
De Organisatie van Turkse Staten (Azerbeidzjaans: Türk Dövlətləri Təşkilatı, Kazachs: Түркі мемлекеттерінің ұйымы, Kirgizisch: Түрк мамлекеттер уюму, Oezbeeks: Turkiy Davlatlar Tashkiloti, Turks: Türk Devletleri Teşkilatı, Engels: Organisation of Turkic States) is een internationale organisatie tussen landen met een Turkssprekende bevolking. De organisatie is opgericht op 3 oktober 2009 in het Azerbeidzjaanse Nachitsjevan. De lidstaten zijn Azerbeidzjan, Kazachstan, Kirgizië, Oezbekistan en Turkije. De manier van opereren kan worden vergeleken met de Arabische Liga.

## Achtergrond

### Voorgeschiedenis
In 1991 werden Azerbeidzjan, Kazachstan, Kirgizië, Oezbekistan en Turkmenistan onafhankelijk toen de Sovjet-Unie opgeheven werd. In al deze landen spreekt de meerderheid van de bevolking een Turkse taal.  
Op 30 oktober 1992 kwamen de presidenten van de nieuwe groep Turkstalige staten Azerbeidzjan, Kazachstan, Kirgizië, Oezbekistan, Turkije en Turkmenistan voor het eerst bijeen in de Turkse hoofdstad Ankara. Op de tweede bijeenkomst in 1993 werd de Internationale Organisatie voor Turkse Cultuur opgericht. 

### Geschiedenis

#### Oprichting
Na het eerste voorstel van de Kazachse president Nursultan Nazarbayev in 2006, werd op 3 oktober 2009, de elfde bijeenkomst tussen Turkstalige staten, door Azerbeidzjan, Kazachstan, Kirgizië en Turkije het Verdrag van Nachitsjevan getekend om tot de oprichting van de Turkse Raad te komen, dat ook de in 1993 in Almaty gesloten TÜRKSOY (Administratie voor Turkse kunst en cultuur) en de in 1998 in Bakoe opgerichte TURKPA (Parlementaire Vergadering van de Turkssprekende landen) omvat. In 2012 werd de vlag aangenomen.
Eind 2021 werd de naam gewijzigd van Turkse Raad naar Organisatie van Turkse Staten.

#### Uitbreidingen
- Eind 2018 kreeg Hongarije een waarnemersstatus en werd daarmee de eerste waarnemer binnen de organisatie.[3] Hongarije heeft weliswaar geen Turkssprekende bevolking, maar Hongaren stammen af van de Hunnen, die net als de Turkse volkeren afstammen van de Xiongnu.
- In 2019 werd Oezbekistan het vijfde lid van de organisatie.[4]
- In 2021 werd een waarnemersstatus toegekend aan Turkmenistan, dat als enige land nog in aanmerking komt voor volwaardig lidmaatschap, maar geen lid wil worden om de neutrale status van het land te waarborgen. President Gurbanguly Berdimuhamedow ging wel akkoord met een voorstel om als waarnemer plaats te nemen in de organisatie.[5][6]
- Op 11 november 2022 werd Noord-Cyprus waarnemend lid van de organisatie.

## Koepelorganisatie
De Organisatie van Turkse Staten dient eveneens als koepelorganisatie van andere samenwerkingsverbanden:
- Internationale Organisatie voor Turkse Cultuur (TÜRKSOY), Ankara
- Internationale Turkse Academie, Astana
- Turks Cultureel Afstammingsfonds
- Centrum van Nomadische Beschavingen, Bisjkek
- Turkse Zakenraad, Istanboel
- Parlementair Assemblee van Turkssprekende Staten (TURKPA), Bakoe

## Standpunten
In de eerste jaren na de oprichting had de organisatie vooral een culturele en symbolische rol. De organisatie nam echter na de oprichtingsfase steeds meer politieke standpunten in. Zo sprak de organisatie steun uit voor de Turkse militaire operatie in Syrië en verwierp de beschuldigingen van genocide tegen Turkije. Verder bracht de organisatie meerdere verklaringen uit waarbij solidariteit werd uitgesproken met Azerbeidzjan in het conflict om Nagorno-Karabach. Bij de oorlog in Nagorno-Karabach in 2020 tussen Armenië en Azerbeidzjan verklaarden Kazachstan en Kirgizië, beide lid van een militair bondgenootschap met Armenië, Azerbeidzjan te steunen.

## Lidstaten
| Staat        | Bevolking (2021) | Oppervlakte (km²) | BBP (nominaal) (2022) | BBP p.h.v.d.b. (nominaal) (2022) |
| ------------ | ---------------- | ----------------- | --------------------- | -------------------------------- |
| Azerbeidzjan | 10.312.992       | 86.600            | $ 73,369 mrd.         | $ 7.164                          |
| Kazachstan   | 19.196.465       | 2.724.900         | $ 193,611 mrd.        | $ 10.003                         |
| Kirgizië     | 6.527.743        | 199.900           | $ 9,017 mrd.          | $ 1.327                          |
| Oezbekistan  | 35.300.000       | 447.400           | $ 73,060 mrd.         | $ 2.071                          |
| Turkije      | 84.775.404       | 783.562           | $ 692,380 mrd.        | $ 8.080                          |
| Totaal       | 156.112.604      | 4.242.362         | $ 1.041,437 mrd.      | $ 6.723                          |

## Waarnemende staten
| Staat        | Bevolking (2021) | Oppervlakte (km²) | BBP (nominaal) (2020) | BBP p.h.v.d.b. (nominaal) (2020) |
| ------------ | ---------------- | ----------------- | --------------------- | -------------------------------- |
| Hongarije    | 9.709.786        | 93.036            | $149,9 mrd.           | $ 15.373                         |
| Turkmenistan | 6.341.855        | 491.210           | $ 42,7 mrd.           | $ 7.411                          |
| Noord-Cyprus | 382.836          | 3.355             | $ 4,234 mrd.          | $ 14.942                         |

## Structuur
De belangrijkste organen van de Organisatie van Turkse Staten zijn:
- Raad van Staatshoofden;
- Raad van Ministers van Buitenlandse Zaken;
- Comité van Seniorenambtenaren;
- Raad van Ouderen;
- Secretariaat.

Het hoofdorgaan is de Raad van Staatshoofden, dat bestaat uit de staatshoofden van de lidstaten en wordt voorgezeten door de lidstaat die op dat moment het voorzitterschap draagt. Het voorzitterschap schuift jaarlijks naar een ander lidstaat.

## Toekomstige uitbreidingen

### Toekomstige waarnemende leden

#### Oekraïne
Op 7 augustus 2020 verklaarde Emine Dzheppar, viceminister van Buitenlandse Zaken van Oekraïne, dat het land een aanvraag zou doen voor een waarnemersstatus bij de organisatie: We zijn buurlanden. Oekraïne is een erfgenaam van de Turkse cultuur. De Krim-Tataren vormen een brug tussen Oekraïne en Turkije.

### Voormalige toekomstige waarnemende leden

#### Afghanistan
Op 3 mei 2021 maakte Hamdullah Mohib, Nationaal Veiligheidsadviseur van Afghanistan, via Twitter bekend dat het land een officieel verzoek had ingediend om een waarnemersstatus te krijgen binnen de organisatie. Eveneens ging de Afghaanse ambassadeur in Turkije op bezoek bij Secretaris-Generaal Amreyev. De Afghaanse regering werd kort daarna, in augustus 2021, verdreven door de Taliban.

### Toekomstige potentiële leden

#### Autonome regio's
Het is vooralsnog niet bekend of de organisatie afhankelijke landen of deelgebieden wil toelaten. In dat geval zouden Basjkirostan, Tatarije (Rusland) en Gagaoezië (Moldavië), allen lid van TÜRKSOY, namelijk ook (waarnemend) lid kunnen worden van de Organisatie van Turkse Staten.

#### Oeral-Altaïsche taalverwantschap
Met een waarnemersstatus voor Hongarije laat de organisatie de deur open voor een waarnemersstatus voor andere landen met officiële hoofdtalen verwant aan de Turkse talen. Hieronder valt de Oeral-Altaïsche taalverwantschap en zou potentieel een mogelijkheid zijn om landen als Mongolië, Finland, Estland, Noord-Korea, Zuid-Korea en Japan een waarnemersstatus toe te kennen.

## Lijst van Secretarissen-Generaal van de Organisatie van Turkse Staten
| Nr | Naam                  | Land van herkomst | In dienst         | Uit dienst        |
| -- | --------------------- | ----------------- | ----------------- | ----------------- |
| 1  | Halil Akıncı          | Turkije           | 3 oktober 2009    | 16 september 2014 |
| 2  | Ramil Hasanov         | Azerbeidzjan      | 16 september 2014 | 3 september 2018  |
| 3  | Baghdad Amreyev       | Kazachstan        | 3 september 2018  | 11 november 2022  |
| 4  | Kubanychbek Omuraliev | Kirgizië          | 11 november 2022  |                   |

## Bijeenkomsten
| Turkstalige Staten (1992-2010)             | Turkstalige Staten (1992-2010) | Turkstalige Staten (1992-2010) | Turkstalige Staten (1992-2010)                                                                            |
| #                                          | Datum                          | Locatie                        | Onderwerp                                                                                                 |
| ------------------------------------------ | ------------------------------ | ------------------------------ | --- |
| I                                          | 30 oktober 1992                | Ankara                         | 1e bijeenkomst Turkstalige Staten                                                                         |
| -                                          | 12 juli 1993                   | Almaty                         | Oprichting TÜRKSOY                                                                                        |
| II                                         | 18 oktober 1994                | Istanboel                      | 2e bijeenkomst Turkstalige Staten                                                                         |
| III                                        | 28 augustus 1995               | Bisjkek                        | 3e bijeenkomst Turkstalige Staten                                                                         |
| IV                                         | 21 oktober 1996                | Tasjkent                       | 4e bijeenkomst Turkstalige Staten                                                                         |
| V                                          | 9 juni 1998                    | Astana                         | 5e bijeenkomst Turkstalige Staten                                                                         |
| VI                                         | 8 april 2000                   | Bakoe                          | 6e bijeenkomst Turkstalige Staten                                                                         |
| VII                                        | 26 april 2001                  | Istanboel                      | 7e bijeenkomst Turkstalige Staten                                                                         |
| VIII                                       | 17 november 2006               | Antalya                        | 8e bijeenkomst Turkstalige Staten                                                                         |
| IX                                         | 3 oktober 2009                 | Nachitsjevan                   | Akkoord van Nachitsjevan voor oprichting Turkse Raad                                                      |
| X                                          | 15 september 2010              | Istanboel                      | Laatste bijeenkomst in vorm van Turkstalige Staten                                                        |
| Turkse Raad (2010-2022)                    |                                |                                | |
| #                                          | Datum                          | Locatie                        | Onderwerp                                                                                                 |
| I                                          | 21 oktober 2011                | Almaty                         | 1e bijeenkomst Turkse Raad                                                                                |
| II                                         | 23 augustus 2012               | Bisjkek                        | 2e bijeenkomst Turkse Raad                                                                                |
| III                                        | 16 augustus 2013               | Qəbələ                         | 3e bijeenkomst Turkse Raad                                                                                |
| IV                                         | 5 juni 2014                    | Bodrum                         | 4e bijeenkomst Turkse Raad                                                                                |
| -                                          | 24 december 2014               | Kiev                           | Opening Diasporacentrum                                                                                   |
| V                                          | 11 september 2015              | Astana                         | 5e bijeenkomst Turkse Raad                                                                                |
| VI                                         | 2 september 2018               | Čolponata                      | 6e bijeenkomst Turkse Raad                                                                                |
| VII                                        | 15 oktober 2019                | Bakoe                          | Waarnemersstatus voor Hongarije Erepresidium voor Noersoeltan Nazarbajev Declaratie van Bakoe uitgeroepen |
| -                                          | 10 april 2021                  | Online                         | Coronapandemie                                                                                            |
| -                                          | 31 maart 2021                  | Online                         | Declaratie van Turkistan uitgeroepen                                                                      |
| VIII                                       | 12 november 2021               | Istanboel                      | Beslissing omvormen naar Organisatie van Turkse Staten Waarnemersstatus voor Turkmenistan                 |
| -                                          | 11 januari 2022                | Online                         | Protesten in Kazachstan in 2022                                                                           |
| Organisatie van Turkse Staten (2022-heden) |                                |                                | |
| #                                          | Datum                          | Locatie                        | Onderwerp                                                                                                 |
| IX                                         | 11 november 2022               | Samarkand                      | Waarnemersstatus voor Noord-Cyprus                                                                        |
| -                                          | 16 maart 2023                  | Ankara                         | Aardbeving Turkije-Syrië 2023                                                                             |
| X                                          | 3 november 2023                | Astana                         | |
| -                                          | april - mei 2024               | Şuşa                           | |
| XI                                         | 6 november 2024                | Bisjkek                        | |
|                                            | 21 mei 2025                    | Boedapest                      | |
| XII                                        |                                | Azerbeidzjan                   | |